# Hymenodon tenellus
Hymenodon tenellus là một loài rêu trong họ Rhizogoniaceae. Loài này được Broth. & Paris mô tả khoa học đầu tiên năm 1911.